# Gavirate
Gavirate – miejscowość i gmina we Włoszech, w regionie Lombardia, w prowincji Varese.
Według danych na rok 2004 gminę zamieszkiwały 9374 osoby, 721,1 os./km².